# Potentilla flavida
Potentilla flavida är en rosväxtart som beskrevs av J. Soják. Potentilla flavida ingår i Fingerörtssläktet som ingår i familjen rosväxter. Inga underarter finns listade i Catalogue of Life.